# 미겔 이글레시아스 (모델)
미겔 이글레시아스(Miguel Iglesias, 1984년 ~ )는 스페인의 남자 모델이다.